# Begraafplaats Stuiverstraat (Oostende)

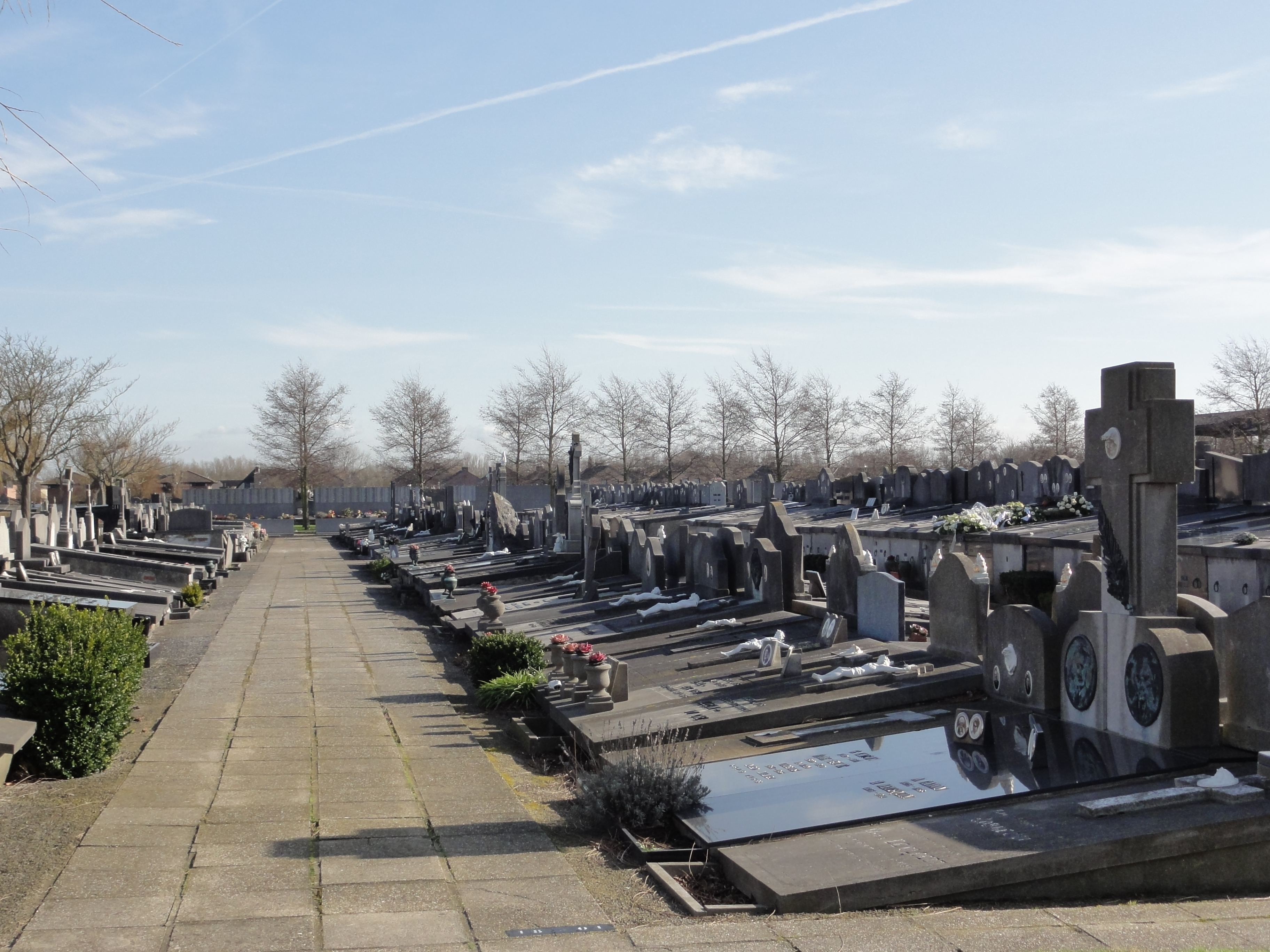
Begraafplaats Stuiverstraat

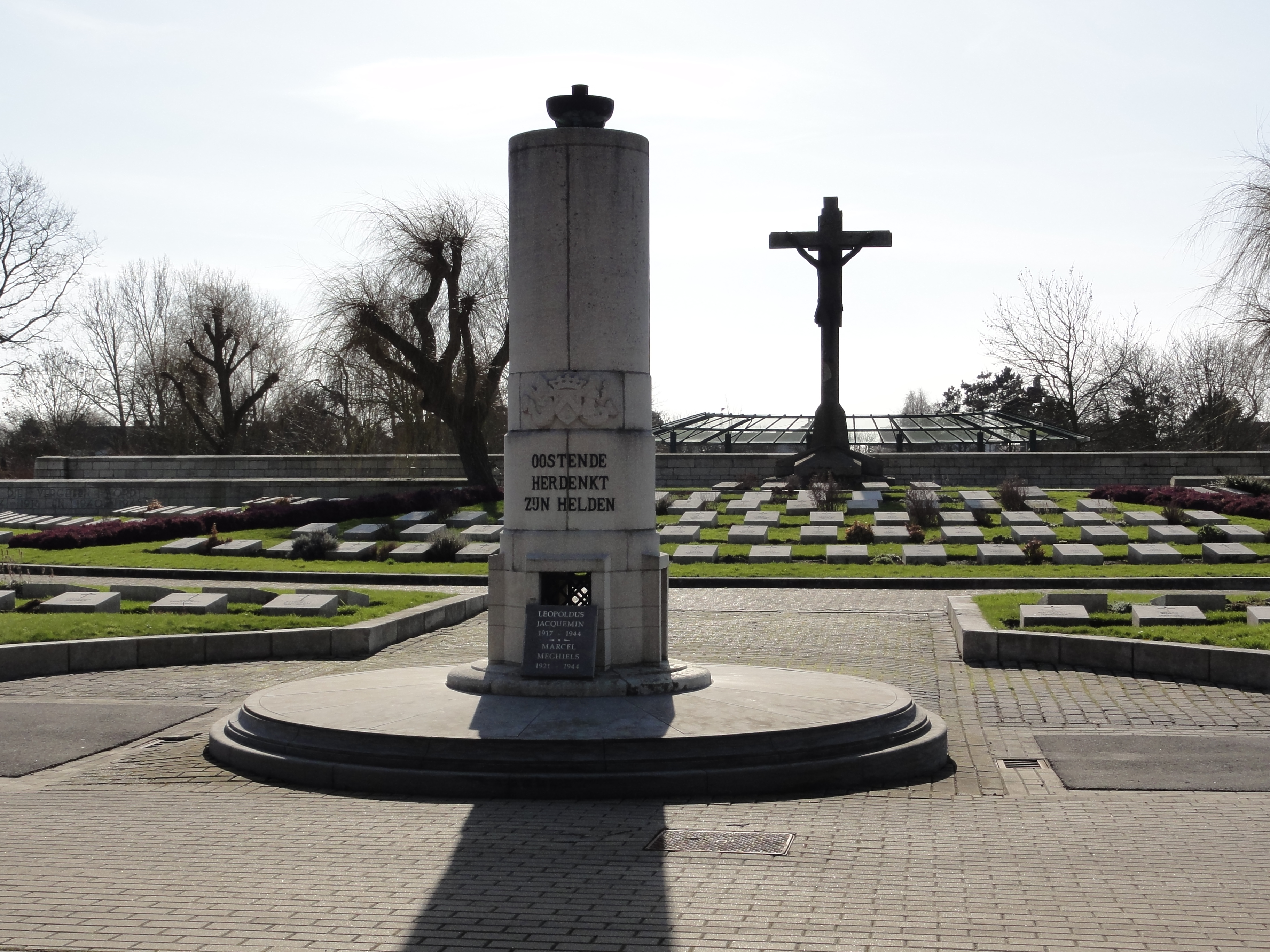
Oorlogsmonument en calvarie voor oorlogsslachtoffers

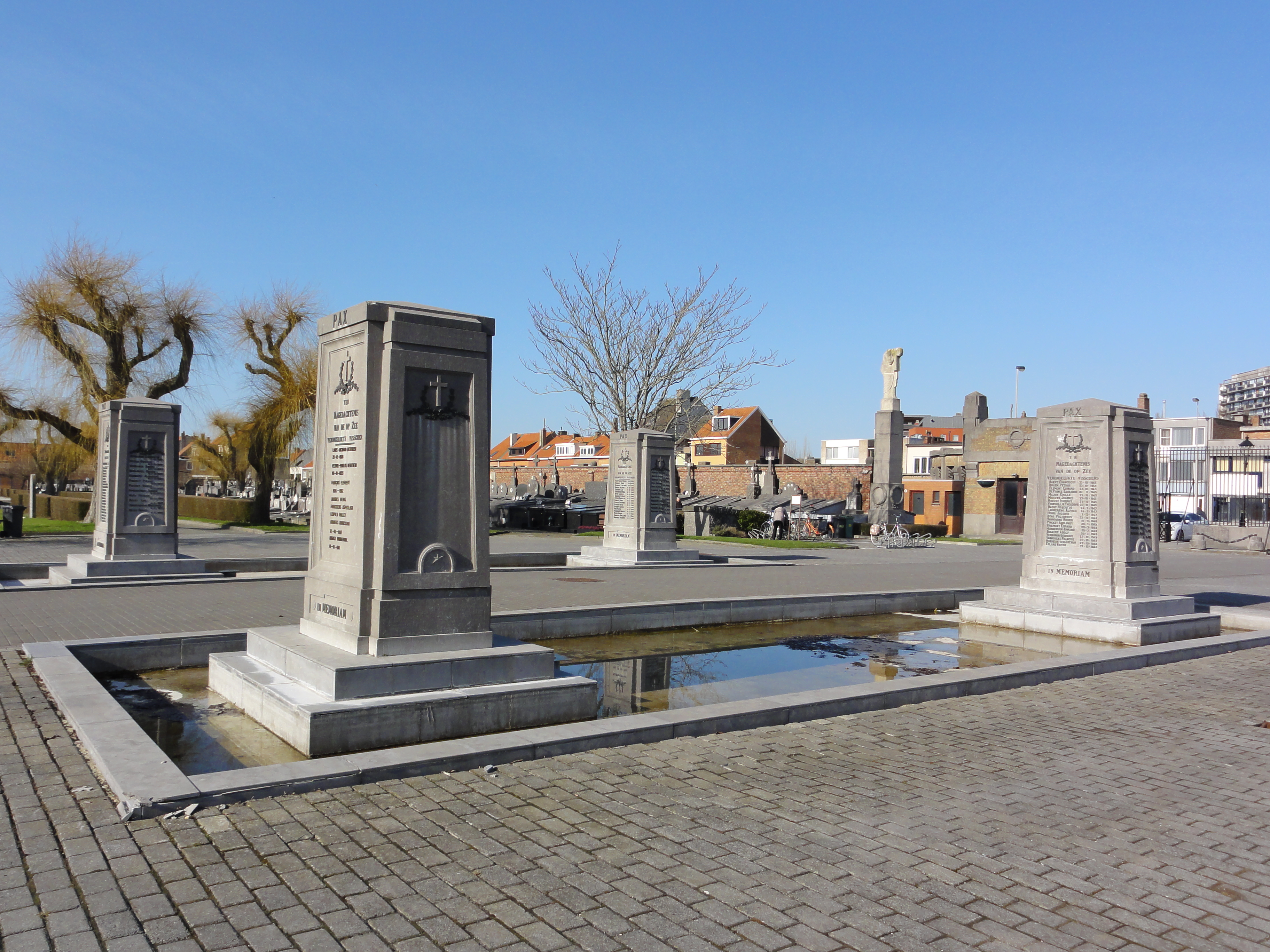
Monument voor verongelukte zeelieden en vissers

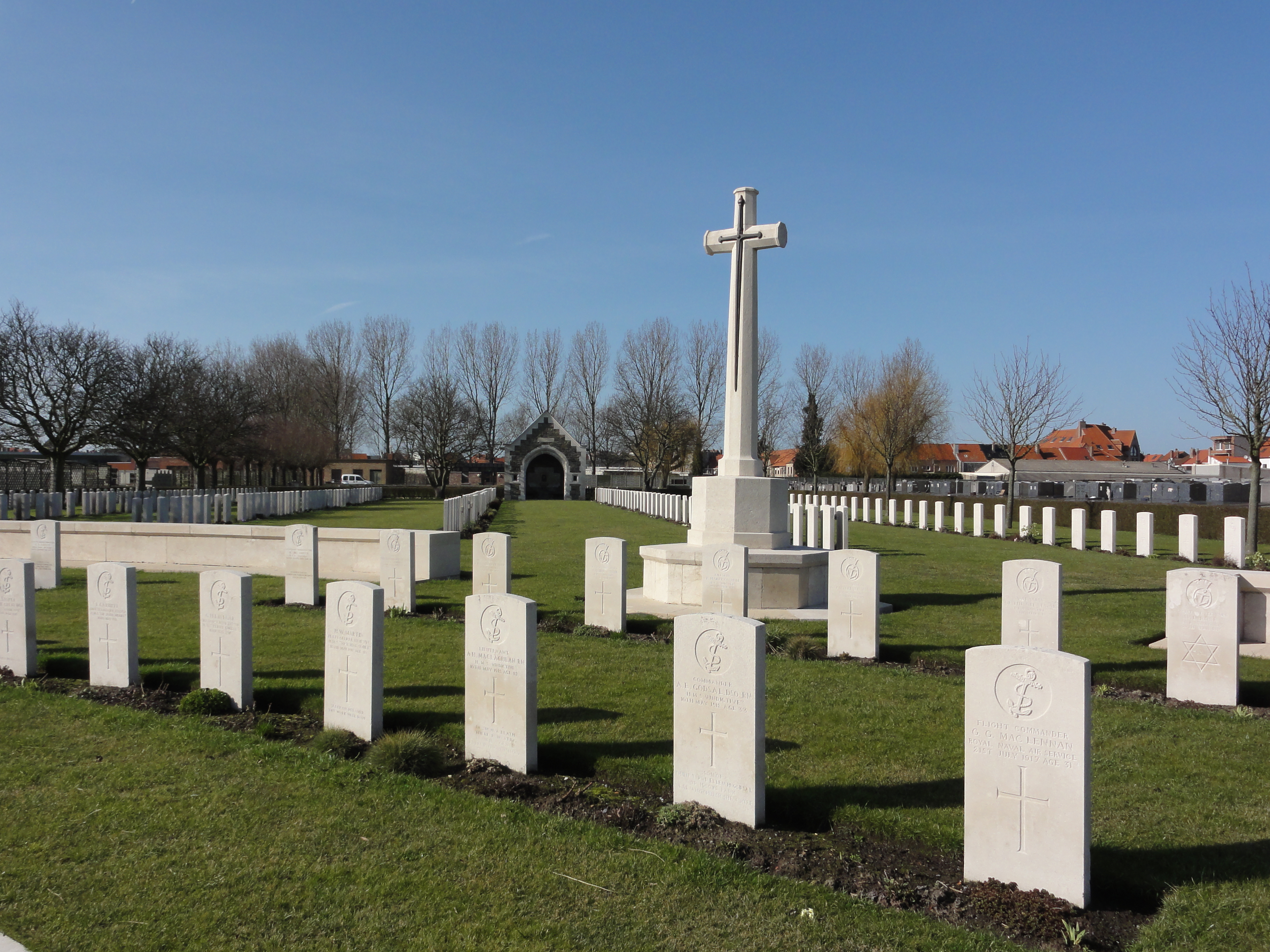
Brits militair perk

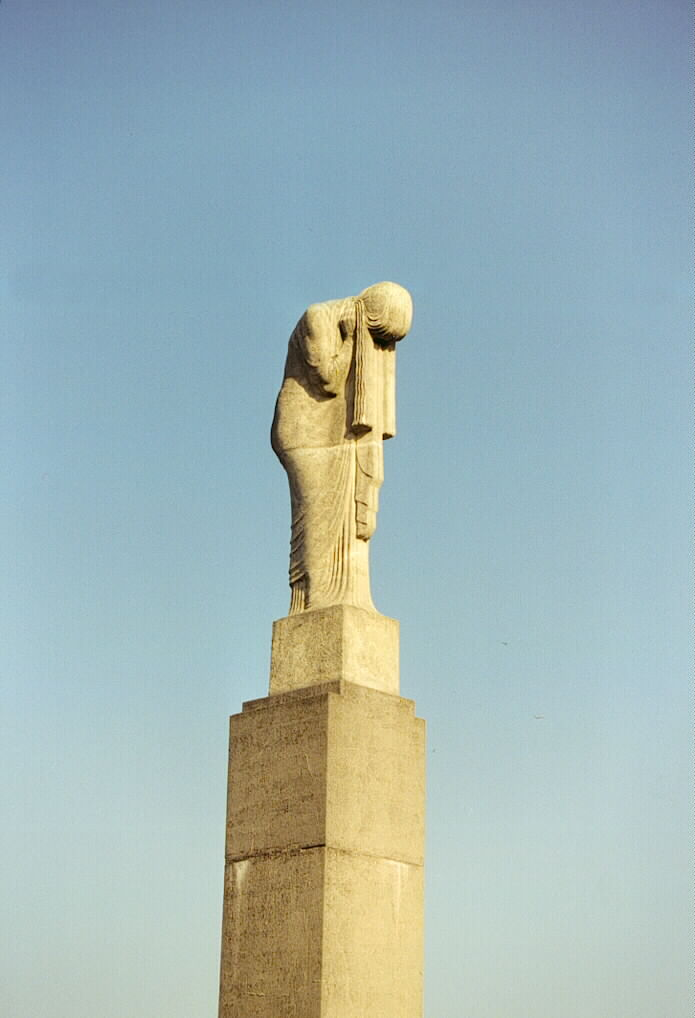
Pleurant of "Droefheid" - beeldhouwer Geo Verbanck

Begraafplaats Stuiverstraat is een begraafplaats in de Belgische badstad Oostende. De begraafplaats ligt in het zuiden van het stadscentrum, tussen Oostende en Stene.

## Geschiedenis
De aanleg van de begraafplaats gebeurde in 1918 op een ingedijkt stuk zompige poldergrond langsheen de Stuiverstraat. Alvorens de knoop door te hakken voor deze locatie keek het stadsbestuur ook uit naar gronden langs de dijk op Raversijde en naar weilanden in Bredene.
De eerste bijzetting gebeurde in 1918. Het was die van de 12-jarige Georges Thuyn, vandaar de nu vergeten benaming "Thuyntjes kerkhof" destijds in de volksmond. Maar in de omgang werd de begraafplaats al gauw  't Nieuw Kerkhof genoemd, omdat er al een oudere begraafplaats in gebruik was langsheen de Nieuwpoortsesteenweg.
De begraafplaats was in het begin slecht ingericht en had bijvoorbeeld geen afwatering. Ze kende na verloop van tijd meerdere uitbreidingen en infrastructurele verbeteringen en werd ook uitgerust met een strooiweide en een columbarium. De omheiningsmuur en de toegangspoort uit 1931-1932 zijn in art deco. Aan beide zijden van de toegangspoort staan op een peiler  twee identieke pleurants, gebeeldhouwd door Geo Verbanck. 
Op de begraafplaats bevinden zich ook een Joodse begraafplaats. In 1937 werd een gedenkteken geplaatst voor de op zee verongelukte vissers wier lijken niet opgevist of aangespoeld zijn. Het bestaat uit twee zuilen met hun namen op. In 1956 werd dit uitgebreid met twee nieuwe zuilen. Op de begraafplaats staat verder een zuilvormig monument met vuurpot waarmee de Oostendse oorlogshelden geëerd worden. Bij de strooiweide werd in 1976 het kunstwerk "Levensboom" van Jacky De Maeyer geplaatst.

## Militaire begraafplaats
Op de begraafplaats liggen enkele tientallen gesneuvelde Belgische soldaten uit de Eerste Wereldoorlog. Daarnaast liggen er nog meer dan 400 gesneuvelde Britse soldaten. Deze CWGC-begraafplaats (Oostende New Communal Cemetery) telt 50 gesneuvelden uit de Eerste Wereldoorlog, de andere uit de Tweede Wereldoorlog.
De Duitse gesneuvelden uit de Eerste Wereldoorlog die hier begraven waren na overbrenging van de begraafplaats aan de Nieuwpoortsesteenweg werden naar de Deutscher Soldatenfriedhof Vladslo en de Deutscher Soldatenfriedhof Langemark overgebracht. De gesneuvelden uit de Tweede Wereldoorlog werden in 1949 overgebracht naar het Ehrenfriedhof in Lommel.

## Bekende personen
Bekende begravenen zijn:
- Julius Collen-Turner, kunstschilder
- Léon Spilliaert, kunstschilder
- Paul Vermeire (kunstenaar)
- Lia Timmermans, schrijfster
- Adolphe Van Glabbeke, burgemeester
- Léandre Vilain, orgelvirtuoos